# 魔投手
《魔投手》是由梶原一騎負責原作，井上コオ負責作畫的日本漫畫作品。於《週刊少年Jump》1971年36号至1974年42号期間連載，單行本全16集。描述主角番場蠻在日本職棒讀賣巨人隊中不斷發明魔球，幫助巨人隊贏得九連霸並得到世界冠軍的棒球漫畫。
電視動畫由讀賣電視台製作，於1973年10月7日至1974年9月15日在日本電視系播放，共46話。在台灣則由中國電視公司（中視）首播，在韓國由文化廣播首播於1993年。

## 概要
當時的《週刊少年Jump》和讀賣巨人簽訂獨占契約，所以能夠讓長嶋茂雄和王貞治等真實的棒球選手在漫畫中登場。雖然有許多像是高跳躍式魔球、大迴旋魔球等真正使用就會違反棒球規則的魔球，卻以開發這些魔球並且由對手找出攻略魔球的方法作為故事主軸。動畫播放時，許多小學生們也紛紛用軟式網球「重現」分身魔球，而模仿其投法。
本作是透過讓『巨人之星』大賣的梶原一騎之力而以動畫化為前提的企畫。連載三年下來，曾因為人氣低迷而差點要被腰斬，但在動畫化決定後反而讓人氣再度上昇而免於這個命運。不過當時《週刊少年Jump》編集長西村繁男認為，本作進入前5名是靠著安定的人氣，但卻沒有東西能吸引新讀者。
對於本作，有著只是模仿『巨人之星』的版本、「二流」等聲音。相對於成為比較對象的『巨人之星』主角星飛雄馬那種宛如求道般的認真態度，本作主角番場蠻當初的設定就是「討厭囂張的傢伙」而要反抗巨人，與雄馬的立場剛好相反。實際上、當初的番場在漫畫版中想要加入中央聯盟最後一名球隊、在動畫版中則是想要加入大洋鯨、但經過一段曲折後而加入巨人隊並且成為和『巨人之星』一樣的魔球對決故事。另外在職棒篇後，也被指出有些點與『新巨人之星』相同。本作還和『新巨人之星』一樣讓在原作與現實中都未達成的「最終回讓巨人得到優勝」在動畫版中加以實現。另一方面，從番場蠻那種無賴的態度和沒有讓他稱為「師父」的人物登場來看，也有貼近於「小拳王」的意見。
負責作畫的井上コオ本來是望月三起也的助手並且只是個新人並以短篇漫畫出道，但本作卻成為他的初次連載，事實上他大賣的漫畫作品也只有這部。後年本作的番場和烏魯夫、八幡等人也以明星系統在求人情報誌中連載他們的日常搞笑漫畫。井上也有推出以番場蠻外甥為主角的『よみがえれ侍』及『新・巨人之星』「井上コオ版」，這時擔任井上助手的是車田正美。
動畫版的舞台背景是以1973年球季的巨人為基準，那時巨人在中央聯盟中處於難以獲得優勝的狀況。之後，隨著10月11日巨人×阪神10-10的死鬥（第37話「怒りに燃えた分身魔球」的背景），10月20日巨人先發九人搭乘新幹線通過附近的中日球場時、魔術數字只剩1的阪神輸給中日（第38話「大砲・運命の一打」的背景），10月22日阪神×巨人最終決戰中、巨人勝利而獲得V9（第39話「輝け苦闘のV9」的背景）等事件成為日本職棒史上最戲劇性的發展，都在本作一一展現出來。當然，在企畫當時完全想像不到這樣的狀況，結果就是讓現實的賽程跟著影響整部故事的發展。
漫畫的結局中，在中央聯盟的關鍵戰——巨人對中日戰中，番場蠻因為投太多魔球而心臟麻痹，讓他因此當場在投手丘上站著死去。在運動漫畫中從沒有選手生涯斷送後、生命也因此跟著逝去的表現，本作則被梶原一騎放在棒球漫畫中。結果就是被評論為「太過簡單就讓故事變得太激烈」或「武士既然不能獲得優勝，就要以生命負責」的看法，使得本作以死作結的表現對讀者留下相當大的衝擊，並因此伴隨著動畫而成為讓人一再提及的人氣作品。

## 登場人物
由於中視版人名翻譯和原名不盡相同，在此以原名為準，並附上中視版人名。
番場蠻（番場蛮）
中視版人名：王大蠻／配音：富山敬(日本)、魏伯勤(台灣)
本作主角。個性自大卻不認輸。原本是名控球差卻球速過人的投手，但隨著故事的推進而終於變成一名球速和控球兼具的王牌投手。
當初想要當漁夫養家，但經過一番波折後加入巨人隊。由於父親曾被大鯨魚殺害的關係而因此討厭宛如巨大鯨魚般的巨人隊，甚至一度發誓要打倒巨人隊；不過在川上哲治、王貞治、長島茂雄及八幡太郎平等人的影響下，讓他因此決定全心為巨人隊付出。
番場雪（番場ユキ）
中視版人名：小雪／配音：吉田理保子(日本)、許淑嬪(台灣)
番場蠻的妹妹。個性調皮，但很敬愛哥哥。
番場菊（番場キク）
中視版人名：王秋菊／配音：金子亞矢子(日本)、許淑嬪(台灣)
番場蠻的媽媽。由於體弱多病，讓番場蠻為了她而加入巨人隊。
八幡太郎平（八幡太郎平）
中視版人名：陳大仁／配音：納谷六朗(日本)、官志宏(台灣)
番場蠻在學校和巨人隊的學長。過去在甲子園投過完全比賽，但在進入日本職棒後，由於個性軟弱而無法發揮實力。
雖然個性軟弱，卻樂於幫助番場蠻。最後在知道自己的極限後，決定全心幫助番場蠻成為巨人隊的王牌投手，並且因此轉任捕手。
美波理香（美波理香）
中視版人名：林美玲／配音：武藤禮子(日本)、許淑嬪(台灣)
本作女主角。與番場蠻同校，是有錢人家的大小姐，也是番場蠻所愛的人。
經常周旋於番場蠻和其他人之間，對於番場蠻有一定的影響力，最終在沒有告知番場蠻的情況下前往美國留學。
眉月光（眉月光）
中視版人名：馬海峰／配音：井上真樹夫(日本)、于正昇(台灣)
番場蠻的宿敵之一，長相俊秀，擁有優秀的打擊能力。高中畢業後，為了與番場蠻對決，因此放棄進入大學的機會而加入養樂多燕子。
屢次想要破解番場蠻的魔球，但最終為了打他的魔球讓自己因此受傷並被迫暫時離隊養傷。
大砲萬作（大砲万作）
中視版人名：張大砲／配音：西尾德(日本)、于正昇(台灣)
番場蠻的宿敵之一，體型巨大，出身飛驒山上。在番場蠻到飛驒山上特訓時，在他的面前表現出恐怖的怪力以及揮棒速度。之後加入中日龍隊，並發誓要打敗番場蠻。
家境艱難而且有許多弟妹。一度因為弟妹攻擊番場蠻而引咎離隊；但在番場蠻的訓斥下，決意再次回到球場。
烏魯夫·吉夫（ウルフ・チーフ）
中視版人名：烏魯夫·吉夫／配音：桑原毅(日本)、劉傑(台灣)
番場蠻的宿敵之一，美國籍印第安人。自稱因為身體內流著狼族的血液，所以打球相當粗暴，在美國棒球界以刻意用釘鞋傷害守備球員的滑壘法而聞名。
在巨人隊赴美特訓時，認識了和他一樣不服輸的番場蠻，於是視他為自己的對手，並因此從美國來到日本並且加入阪神虎，與番場蠻有多次的激鬥。
瑞吉·傑克森（レジー・ジャクソン）
中視版人名：瑞吉·傑克森／配音：細井重之(日本，只限動畫版)、于正昇(台灣)
美國職棒奧克蘭運動家隊的王牌打者，擁有相當優異的打擊能力而幫助運動家隊拿到大聯盟冠軍。
在美日冠軍賽中，一度被番場蠻的魔球壓制，但之後破解他的魔球而對番場蠻產生一定的威脅，最終被番場蠻以奇蹟魔球打敗。
真實球員，美國大聯盟的明星右外野手，在奧克蘭運動家的時代曾於1972~1974年連續三年奪下世界冠軍。生涯紀錄563支全壘打，退休後入選古柏鎮名人堂。
王貞治（王貞治）
中視版人名：王貞治／配音：石森達幸(日本)、于正昇(台灣)
巨人隊的先發第四棒，對於番場蠻而言是個亦師亦友的隊友。
長島茂雄（長島茂雄）
中視版人名：吳勝年／配音：山田俊司(日本)
巨人隊的先發第三棒，特徵是一臉鬍渣。對於番場蠻而言是個亦師亦友的隊友。
川上哲治（川上哲治）
中視版人名：李川元／配音：西田昭市(日本)、孫中台(台灣)
巨人隊總教練。由於感嘆巨人隊不再追求勝利，於是將蠻橫的番場蠻引進巨人隊，企圖利用他刺激全隊能夠再起。對於番場蠻而言，宛如恩威並重的父親一般。
金田正一（金田正一）
中視版人名：金偉宏／配音：加茂嘉久(日本)、于正昇(台灣)
羅德隊教練。相當欣賞番場蠻，並且私底下常常替番場蠻及八幡太郎平出點子來幫助他們；但在球場上，卻是毫不留情地要擊敗番場蠻。
主播
中視版無人名／配音：作間功(日本)、孫中台(台灣)
讀賣電視台轉播巨人隊賽事時的主播。

## 電視動畫
1973年10月7日開始播放。由曾作出『巨人之星』的東京電影（東京ムービー）負責、導演同樣由『巨人之星』的長濱忠夫擔任。
當時的候補導演人選有還在東京電影旗下的A Production（Aプロダクション，今Shin-Ei動畫）的高畑勲；但因為正式人選確定、讓高畑在導演完『小天使』（アルプスの少女ハイジ）後離開。宮崎駿等人也在負責一話的原畫後一起離職。

### 製作人員
- 原作：梶原一騎、井上コオ
- 企画：佐野寿七
- 導演：長濱忠夫
- 人物設定・作画監督：大塚康生
- 劇本：出崎哲、金子裕、山崎晴哉、七條門、松岡清治、安藤豊弘、谷あきこ
- 分鏡：出崎統、出崎哲、富野喜幸等人
- 作画製作人：A Production、東京電影社內班、MADHOUSE、動画工房、スタジオメイツ、Studio Junio
- 美術監督：小林七郎
- 攝影監督：若菜章夫、大和田亨
- 錄音監督：千葉耕市
- 錄音技術：星野敏昭
- 錄音進行：中田明
- 音樂：菊池俊輔
- 編集：中静達治、井上和夫
- 音效：片岡陽三
- 背景：小林Production（日语：小林プロダクション）
- 協力：週刊少年Jump、東京讀賣巨人軍
- 製作協力：A Production、映音、東京Animation Film（日语：アニメフィルム）、東京現像所
- 製作：讀賣電視台、東京電影[7]

### 主題曲
主題曲全部由華納先鋒（ワーナー・パイオニア，今日本華納音樂）發售。
- 前半OP『侍ジャイアンツ』作詞：東京ムービー企画部 作曲：菊池俊輔 歌：松本茂之
- 前半ED『サムライ 番場蛮』作詞・作曲・歌手同上
- 後半OP1『王者 侍ジャイアンツ』作詞：梶原一騎 作曲：政岡一男 唄：ロイヤルナイツ
- 後半OP2『王者 侍ジャイアンツ』作詞：梶原一騎 作曲：政岡一男 唄：子門真人＋ロイヤルナイツ（コーラス）※包含25話[8]
- 後半ED『ゆけ! バンババン』作詞、作曲、同上　唄：ロイヤルナイツ

### 各集列表
| 話数 | 標題                         | 劇本            | 分鏡         |
| ---- | ---------------------------- | --------------- | ------------ |
| 1    | ほえろ!バンババン            | 七条門          | 矢吹徹       |
| 2    | 殺人ノーコンざる野球!        | 松岡清治        | 富野喜幸     |
| 3    | でっかい奴は嫌いだぜ!        | 松岡清治        | 吉川惣司     |
| 4    | おれの背番号は死だ!          | 松岡清治        | 富野喜幸     |
| 5    | 男は地獄で歌うもの           | 松岡清治        | 出崎哲       |
| 6    | 待ったぜ!ケンカ野球          | 松岡清治        | 富野喜幸     |
| 7    | 死球台風吹く!                | 松岡清治        | 出崎哲       |
| 8    | 誰も打たなきゃ俺が打つ!      | 松岡清治        | 出崎哲       |
| 9    | マウンドの報酬は苦いぜ!      | 松岡清治        | 富野喜幸     |
| 10   | 多摩の川風・地獄風           | 出崎哲          | 出崎哲       |
| 11   | 勝負!一本づり投法            | 山崎晴哉        | 富野喜幸     |
| 12   | 大勝負!川上対バンババーン    | 安藤豊弘        | 出崎哲       |
| 13   | 嵐の中のタイゲーム           | 松岡清治        | 富野喜幸     |
| 14   | 殺生河原の決闘               | 谷あさこ        | 近藤英輔     |
| 15   | 飛騨の怪童凄い奴             | 山崎晴哉        | 出崎哲       |
| 16   | 傷だらけのノーコン改良兵器   | 金子裕          | 近藤英輔     |
| 17   | 怒涛の海の対決               | 谷あさこ        | 出崎哲       |
| 18   | 嵐に投げろ侍ガッツ           | 安藤豊弘        | 石黒昇       |
| 19   | インディアン魂対侍魂         | 金子裕          | 富野喜幸     |
| 20   | V9へのスタートライン         | 金子裕          | 出崎哲       |
| 21   | 出たぞ!ハイジャンプ魔球      | 出崎哲          | 出崎哲       |
| 22   | 怒涛の完全試合宣言           | 山崎晴哉        | 出崎哲       |
| 23   | 死闘!ハイジャンプ魔球対巨砲  | 安藤豊弘        | 石黒昇       |
| 24   | 新魔球のヒントをつかめ!      | 谷あさこ        | 福富博       |
| 25   | 決戦!宿敵大砲との勝負        | 金子裕          | 富野喜幸     |
| 26   | 大砲万作の危機               | 山崎晴哉        | 出崎哲       |
| 27   | 狼酋長現わる!                | 金子裕          | 富野喜幸     |
| 28   | 対決!魔球対スクリュー打法    | 金子裕          | 奥田誠治     |
| 29   | 渦巻く恐怖の新魔球           | 安藤豊弘        | 出崎哲       |
| 30   | 復讐の大回転魔球             | 金子裕          | 富野喜幸     |
| 31   | V9に向かって浮上せよ!        | 出崎哲          | 出崎哲       |
| 32   | 危うし!大回転魔球            | 安藤豊弘        | 小華和ためお |
| 33   | 涙の逆さ吊り打法             | 松岡清治        | 富野喜幸     |
| 34   | 命がけの極秘特訓             | 金子裕          | 竹内啓雄     |
| 35   | 大回転魔球最後の日!          | 金子裕          | 田中実       |
| 36   | 必殺の新魔球誕生             | 出崎哲          | 出崎哲       |
| 37   | 怒りに燃えた分身魔球         | 出崎哲          | 出崎哲       |
| 38   | 大砲・運命の一打             | 金子裕          | 富野喜幸     |
| 39   | 輝け!苦闘のV9                | 金子裕          | 出崎統       |
| 40   | 壮烈!日本シリーズ（秘）作戦  | 松岡清治        | 出崎哲       |
| 41   | 復讐!雨中の日本シリーズ      | 松岡清治        | 富野喜幸     |
| 42   | 爆発長島流喧嘩野球           | 出崎哲          | 出崎哲       |
| 43   | 決戦・日本一をめざせ!        | 安藤豊弘 出崎哲 | 出崎哲       |
| 44   | 大リーガーの凄い奴           | 金子裕          | 富野喜幸     |
| 45   | 大決戦・日米ワールドシリーズ | 金子裕          | 富野喜幸     |
| 46   | 世界に輝く侍ジャイアンツ     | 金子裕          | 出崎哲       |

- 日本電視台初次播放的最終回（46話）後、將14話改成「友情」、19話改成「激突」播放。

### 播放電視台
| 播放地區 | 播放電視台     | 播放日期                      | 播放時間               |
| -------- | -------------- | ----------------------------- | ---------------------- |
| 日本     | 日本電視台系列 | 1973年10月7日 - 1974年9月15日 | 星期日 19:30           |
| 臺灣     | 高點綜合台     | 2012年8月29日 - 10月31日      | 星期一至五 17:30-18:00 |

### 和漫画版的差異
漫画版中登場的一些角色和魔球，在動畫版中未登場。
漫画版中沒有主角特訓的描寫，反而是在不曉得何時就輕鬆學會分身魔球；動畫版則相當強調特訓的部分。漫画和動畫中，各魔球的攻略法完全不同，故事內容也不一樣。因此讓故事及角色設定受到漫画原作的拘束，而只能緩緩進行。
另外，漫畫版中實際存在的職業棒球選手（野村克也、衣笠祥雄、張本勳、田淵幸一等人）都有挑戰番場蠻的魔球並且打敗魔球的場景。
在中央聯盟9連霸中對阪神虎戰，漫画版中和現實一樣，隨著堀內恒夫的完封勝(9比0)，讓番場蠻看到他的奮力投球而感動到流淚；動畫版中則是在9局中，堀内上場救援而成為勝利投手。
最大的差異則是在結尾：漫画版中以番場蠻壯烈的死亡作結，動畫版中則是番場蠻打敗世界最強打者奧克蘭運動家的瑞吉‧傑克森（被認為是以運動家隊當時的主砲Reggie Jackson為原型）贏得美日職棒大賽、獲得MVP的快樂結局。
另外日美決賽，實際上是動畫原創事件。會有這樣的差異，是動畫版要播放最終回而在製作時，因為原作還沒完結，所以有需要一個原創結局；由於本作當時是兒童向動畫，於是在電視台的要求下而作成快樂結局。

## 魔球
高跳躍式魔球（ハイジャンプ魔球）
不用助跑而直接跳到空中投球。漫画設定中、能跳到15公尺(兩層樓)高。
大迴旋魔球（大回転魔球）
在投手丘上利用單腳來旋轉。製造出許多殘影而因此跑出許多手出來、讓打者完全不曉得從那裡投出。球威比高跳躍式魔球系列更強。漫画設定中、與高跳躍式魔球一樣，是抬高右腳而進入投球模式。因此讓打者無法判斷是投高跳躍式或大迴旋魔球
分身魔球（分身魔球）
動畫版設定中、將球握到變型。讓球的橫向（或是縱向）產生激烈的動搖、使打者看到許多球的分身而難以打擊。漫画的設定中、還提示說「就算被說是犯規，只要裁判沒抓就不算」「反過來利用公認的棒球規則的盲點」、不過沒有說出分身的原理。
高跳躍式大迴旋魔球（ハイジャンプ大回転魔球）
在迴轉時跳到空中而從空中投球。是綜合高跳躍式和大迴旋魔球的投法。
ハラキリシュート

### 動畫原創
蝦式跳躍魔球（エビ投げハイジャンプ魔球）
不用助跑而直接跳到空中並且將身體彎曲成蝦子型，利用其反彈的力道來投球。不但球速增加，而且還可以讓打者看不到番場蠻的握球方法。
奇蹟魔球（ミラクルボール=ハイジャンプ大回転分身魔球=分身魔球+大迴旋魔球+高跳躍魔球）
動畫版最終回中所使出的魔球，由於番場蠻先前的魔球一一被瑞吉所破，於是在綜合分身魔球+大迴旋魔球+高跳躍魔球的投法後而使出這一招。

## 外傳
動畫版中，番場蠻雖然活著、但卻沒有續集動畫。漫画版的續集則是有以在藤田的巨人時代，對中日戰中，讓番場蠻的外甥登板的外傳『よみがえれ侍』並且在1991年打工情報誌『FromA』7号中出現。番場分別投出「高跳躍式」、「大迴旋」、「分身」3種魔球、將落合博滿三振掉。八幡則教導番場蠻的外甥（他妹妹的孩子）怎麼投魔球。由於是兩頁的短篇作、之後就沒有下文了。

## 軼事
- 在柳田理科雄的『空想科学漫画讀本』中分別檢視「高跳躍式魔球」和「大迴旋魔球」。柳田寫著「關於分身魔球在『空想非科学大全』已經檢視過了」、實際上『非科学大全』中，是以忍者的「分身術」為例來說明「用迅速的行動來製造分身」的原理、但沒有觸碰到『魔投手』的「分身魔球」。
- 由於擔任補手看慣分身魔球而能夠捕接到球的八幡，是本作中可能可以破解這招的打者之一、但卻沒人想到和他一樣的訓練方法。
- 2002年12月14日播放的超級特別節目'02「徳光&所のスポーツえらい人グランプリ」中、再現了魔投手中的魔球。像是使出分身魔球(讓雙胞胎站在投手丘上並且由其中一人投出來)、高跳躍式魔球(吊纜繩到高處來投球)來對付大聯盟打者邦茲、吉昂比、威廉斯。雖然當初打者會感到困擾、但在習慣後反而能打出全壘打。還有，同節目還再現了巨人之星大聯盟魔球2号・消失的魔球(在投手丘和本壘板安裝會放出煙霧的機器)、但也是很快就被打出去了。
- 2006年11月4日キッズステーション的播放中、在各話結束後，會有『魔投手的問題』的小解說。在有較為科学性的場合中、能知道番場的球速比新幹線還快。
- 動畫版中、番場蠻在打擊時，音樂會換成「侍ニッポン」（作詞：西條八十、作曲：松平信博）、但因為著作權問題而在再次播放及DVD版中都被修改掉。
- 長嶋茂雄和史實及其他作品一様、基本上個性溫和、本作在取代川上哲治當教練時遇到慘敗、然後還有對驕傲的番場蠻施以鐵拳制裁的熱血面。

## 備註
1. ↑  在西村繁男所作的『さらばわが青春の「少年ジャンプ」』（1994年、飛鳥新社）中，講談社的『週刊少年Magazine』所連載的『巨人之星』雖然違反這個契約，但當時的編輯長長野規以為了漫畫界為由默認。不過依據大野茂寫的『サンデーとマガジン』（2009年4月、光文社），1965年『週刊少年Magazine』編輯長内田勝直接找上讀賣巨人廣告部的坂本幸夫談論YG標誌及巨人隊選手肖像在『巨人之星』的使用權，巨人隊在了解後與集英社終止契約（P210）。
2. ↑  同上的『さらばわが青春の「少年ジャンプ」』、同西村繁男『まんが編集術』（1999年、白夜書房）
3. ↑  依據本作動畫版的作画監督大塚康生。『リトル・ニモの野望』（2004年、徳間書店）、『大塚康生インタビュー アニメーション縦横無尽』（2006年、実業之日本社）。漫画評論家米澤嘉博所作『戦後野球マンガ史 手塚治虫のいない風景』（2002年、平凡社）所述
4. ↑  豊福きこう著『水原勇気 0勝3敗11S』（1992年、情報センター出版局）第四章
5. ↑  米沢嘉博『戦後野球マンガ史 手塚治虫のいない風景』（2002年、平凡社）。『別冊宝島 70年代マンガ大百科』（宝島社、1996年）
6. ↑  高畑和宮崎等人因為所追求的風格差異太大、所以後年在雜誌『熱風』2009年2月号的訪問中、宮崎表示「我對於沉迷棒球的人、說真的、難以理解」，不是要對努力負責「『巨人之星』的楠部先生（當時的A Production董事長）說壞話。但是他和我們所想的是完全不同。我們是想要和パク先生（高畑勲）一起作出不同東西的人們」。
7. ↑  讀賣電視台喪失權利之後，著作權歸TMS Entertainment所有。
8. ↑  2009年TOKYO MX播放時，變成在第31話。
9. ↑  2009年TOKYO MX播放時改成「ウルフ・チーフ現わる!」。

## 外部連結
- 東京都會電視台《魔投手》官方網頁 （页面存档备份，存于）（日語）